# Mémorial de Boško Buha
Le mémorial de Boško Buha (en serbe cyrillique : Меморијални комплекс Бошко Буха ; en serbe latin : Memorijalni kompleks Boško Buha) est situé à Jabuka, près de Prijepolje, dans le sud-ouest de la Serbie. Il célèbre le souvenir du Partisan communiste Boško Buha, héros national de la Yougoslavie. Le mémorial est inscrit sur la liste des sites mémoriels d'importance exceptionnelle de la république de Serbie.

## Présentation
L'ensemble mémoriel de Jabuka est dédié au jeune combattant Boško Buha (1923–1943), un fils d'agriculteurs serbes né à Nova Gradiška près de Virovitica, en Slavonie, qui, dès l'âge de 15 ans, entra en résistance contre les nazis.
Sur le site, où ont été plantés 17 arbres, se trouve une statue en bronze représentant Boško Buha avec un fusil, une grenade et un livre, ainsi que huit bustes en bronze représentant des pionniers partisans, œuvres des sculpteurs Mir Letica et Lj. Čabarkapa. La maison commémorative Boško Buha présente une exposition permanente sur les pionniers dans le Mouvement de libération nationale (NOB).